# International Organization for Succulent Plant Study Bulletin
International Organization for Succulent Plant Study Bulletin (abreviado Int. Organ. Succ. Pl. Study Bull.) es una revista con ilustraciones y descripciones botánicas que es editada en Mónaco desde 1958 con el nombre de IOS Bulletin; Journal of the International Organization for Succulent Plant Study. Monaco, etc., también conocida como I.O.S. Bull.. Fue precedida por I. O. S. Circular

## Publicación
- Nos. 1-4, 1958-1960;
- ser. 2, no. 1+, 1961+